# 조셉 폰 스턴버그
조셉 폰 스턴버그(독일어: Josef von Sternberg 요제프 폰 슈테른베르크[*], 본명은 요나스 슈테른베르크(독일어: Jonas Sternberg), 1894년 5월 29일 ~ 1969년 12월 22일)는 오스트리아 출신의 미국의 영화 감독이다. 무성 영화에서 유성 영화로 바뀌는 과정에서 개성적인 영화를 여러 감독하면서 명성을 얻었다. 《푸른 천사》에서 무명의 배우였던 마를레네 디트리히를 스타로 키웠으며, 이후로도 그녀와 6편을 협업했다.

## 작품 목록
| 연도 | 제목          | 원제                  |
| ---- | ------------- | --------------------- |
| 1925 | 구원의 사냥군 | The Salvation Hunters |
| 1926 | 바다의 여인   | A Woman of the Sea    |
| 1930 | 푸른 천사     | Der blaue Engel       |
| 1930 | 푸른 천사     | The Blue Angel        |
| 1930 | 모로코        | Morocco               |
| 1932 | 상하이 특급   | Shanghai Express      |
| 1932 | 금발의 비너스 | Blonde Venus          |
| 1934 | 진홍의 여제   | The Scarlet Empress   |
| 1935 | 악마는 여자다 | The Devil Is a Woman  |
| 1935 | 죄와 벌       | Crime and Punishment  |

## 같이 보기
- 아나타한섬
  - 아나타한의 여왕사건
  - 아나타한 - 아나타한의 여왕사건을 바탕으로 만들어진 1953년 일본영화
  - 절해밀실(영어판) - 아나타한의 여왕사건을 모티브로 쓰여진 1998년 일본소설
  - 도쿄지마(일본어판) - 아나타한의 여왕사건을 모티브로 쓰여진 2008년 일본소설과 2010년 일본영화